# 스포일러 (자동차)

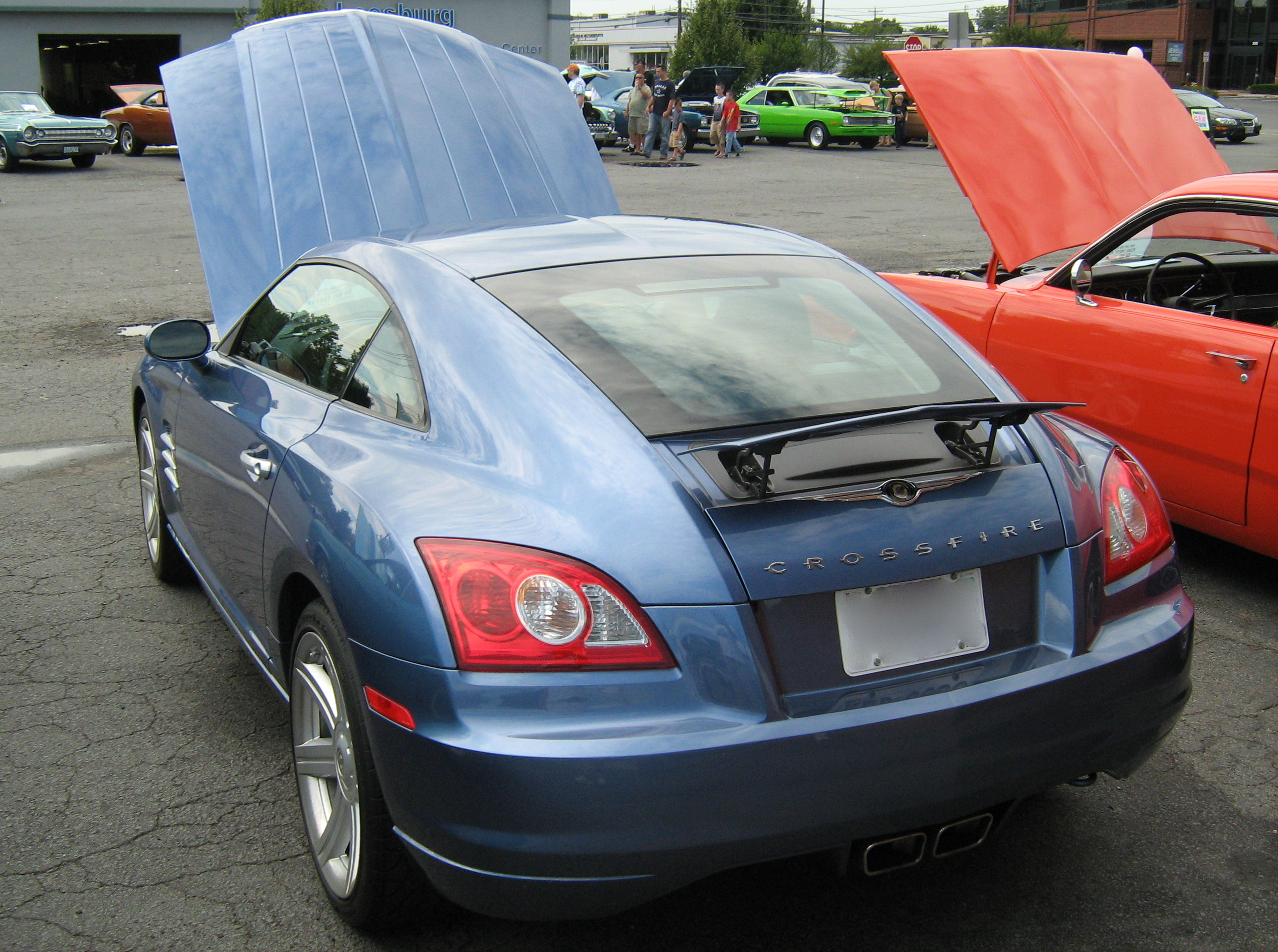
크라이슬러 크로스파이어의 접이식 스포일러

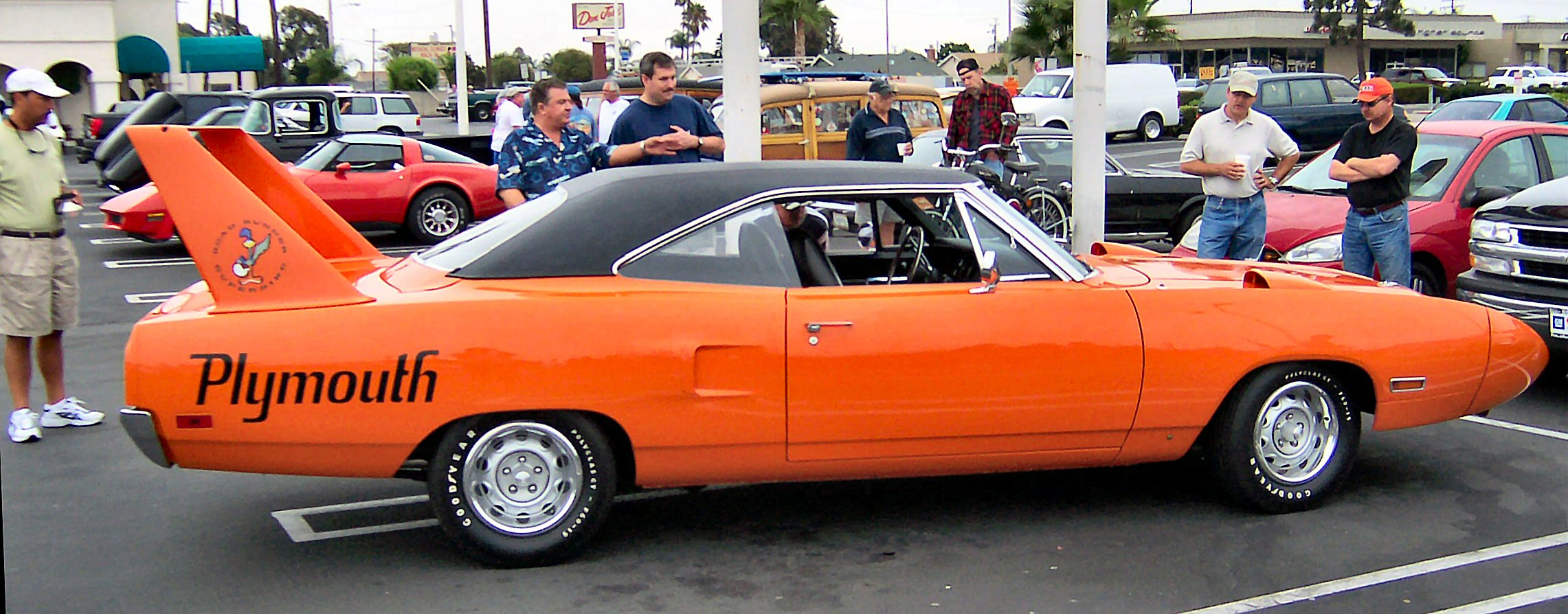
플리머스 슈퍼버드는 높은 공장 출고 후방 날개로 유명하다

스포일러(영어: Spoiler)는 차량이 움직일 때 차량의 차체에 발생하는 불리한 공기 흐름, 즉 주로 양력, 난류, 또는 항력으로 나타나는 것을 '방해'하기 위한 목적으로 설계된 자동차 공기역학 장치이다. 차량 전면에 장착되는 스포일러는 종종 에어 댐이라고 불린다.
스포일러는 경주용 및 고성능 스포츠카에 자주 장착되지만, 승용차에도 보편화되었다. 스포일러는 주로 스타일링을 위해 차량에 추가되며, 공기역학적 이점이 거의 없거나 오히려 공기역학을 악화시키기도 한다.
"스포일러"라는 용어는 종종 "윙"과 혼동되어 사용된다. 자동차 윙은 단순히 기존 공기 흐름 패턴을 방해하는 것이 아니라, 공기가 그 주변을 통과할 때 다운포스를 생성하도록 설계되었다. 항력을 감소시키기보다는, 자동차 윙은 실제로는 항력을 증가시킨다.

## 작동
공기역학은 고속에서 자동차의 거동에 중요한 역할을 한다. 차량은 먼저 차체, 서스펜션, 타이어를 통해 도로에 대한 기계적 접지력을 통해 저속에서 안정적이고 균형을 이루어야 한다. 그런 다음 공기역학적 보조 장치를 사용하여 고속에서 필요한 균형 및 안정성 특성을 제공할 수 있다. 차량의 스포일러와 윙은 저속에서는 거의 영향을 미치지 않으며, 부적절한 설계는 고속에서 차량에 바람직하지 않은 반응을 일으키고 안정성 또는 효율성을 저하시킬 수 있다.
"스포일러"는 응용 프로그램을 설명하는 용어이므로, 스포일러의 작동은 방해하려는 특정 효과에 따라 달라진다. 스탠다드 스포일러 기능에는 움직이는 차량 위와 주변을 흐르는 공기 흐름을 방해하는 것이 포함된다. 스탠다드 스포일러는 형태 위로 흐르는 난류를 증가시켜 공기를 확산시켜 층류를 "방해"하고 층류 경계층을 위한 완충재를 제공한다. 그러나 다른 유형의 공기 흐름은 스포일러가 다르게 작동하고 훨씬 다른 물리적 특성을 가져야 할 수 있다.

## 경주용 자동차에서
질량이 속도를 높여 이동할 때, 주변 공기는 그 움직임에 영향을 미친다. 경주용 자동차의 스포일러는 경주용 자동차의 차체 또는 섀시의 다른 특징들과 결합되어 주변 공기의 영향을 받는 핸들링 특성을 변경한다. 경주 트랙은 다양한 속도와 트랙 레이아웃으로 인해 특정 공기역학적 구성이 필요하다. 구성 및 장치는 특정 운전자의 재능에 맞게 조정될 수도 있으며, 궁극적인 목표는 더 빠른 시간을 달성하는 것이다.
자동차의 성능은 공기 역학적 힘에 취약하다. 왜냐하면 항력과 다운포스 모두 속도의 제곱에 비례하여 증가하기 때문이다. 이러한 관계는 차량 설정에 영향을 미친다. 약 120 mph (193 km/h) 미만의 속도에서는 공기 역학이 역할을 하지만, 강조점이 바뀐다.
- 짧은 오벌 트랙 경주에서는 접지력을 높이고 코너링 속도를 높이기 위해 다운포스를 최대화하는 것이 중요하다. 그러나 과도한 항력은 코너를 빠져나올 때의 가속과 직선 구간에서의 최고 속도를 심각하게 방해할 수 있다. 팀은 종종 비교적 큰 후방 윙과 프론트 스플리터를 사용하지만, 다운포스와 항력의 균형을 맞춰야 한다.
- 로드 레이싱 코스는 고속 직선 구간, 급커브, 고도 변화가 혼합되어 있다. 공기역학적 설정은 코너링을 위한 다운포스와 직선 속도를 위한 항력 최소화의 균형을 맞춰야 한다. 팀은 종종 윙 및 플랩과 같은 조절 가능한 공기역학적 요소를 사용하여 다양한 트랙 구간에 맞게 차량의 거동을 미세 조정한다.
- 반면, 시속 120마일 이상의 속도(예: 슈퍼스피드웨이에서 볼 수 있는 속도)에서는 공기역학적 구성의 작은 변화도 핸들링과 성능에 엄청난 영향을 미칠 수 있다.

## 승용차

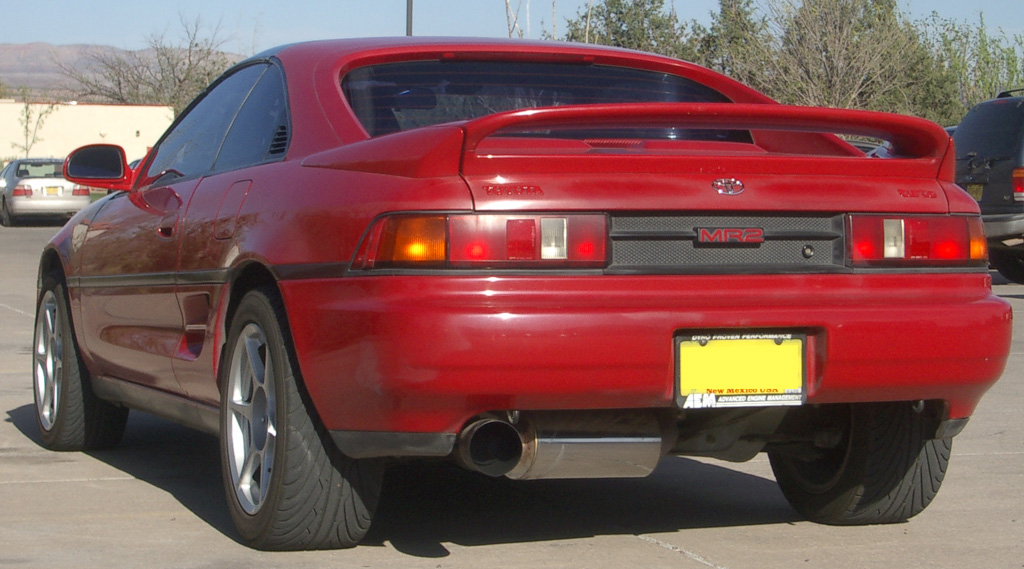
공장에서 장착된 후방 스포일러가 있는 토요타 MR2

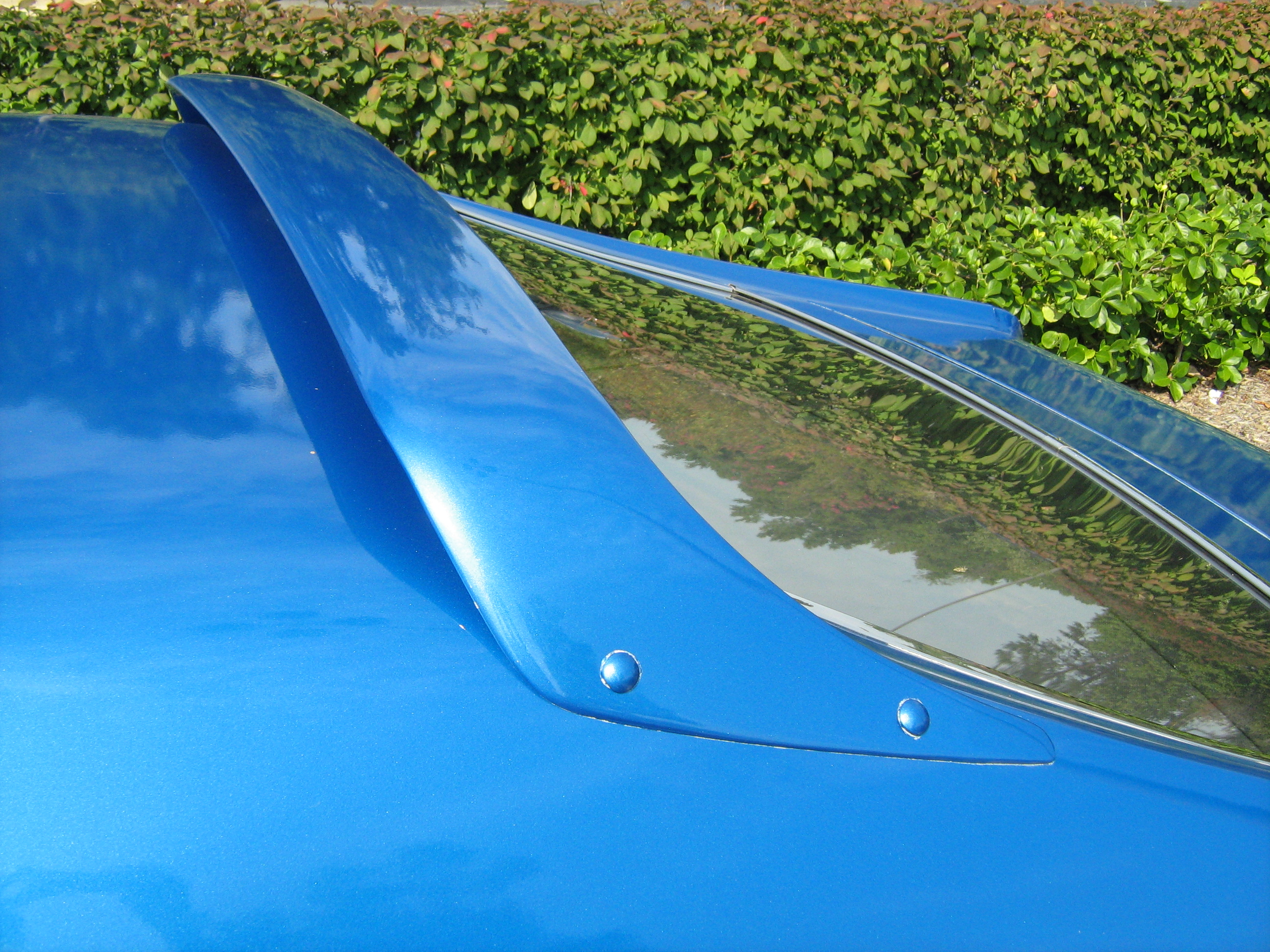
1969년 AMC 재블린의 옵션 "브리드러브" 에어포일 루프 스포일러

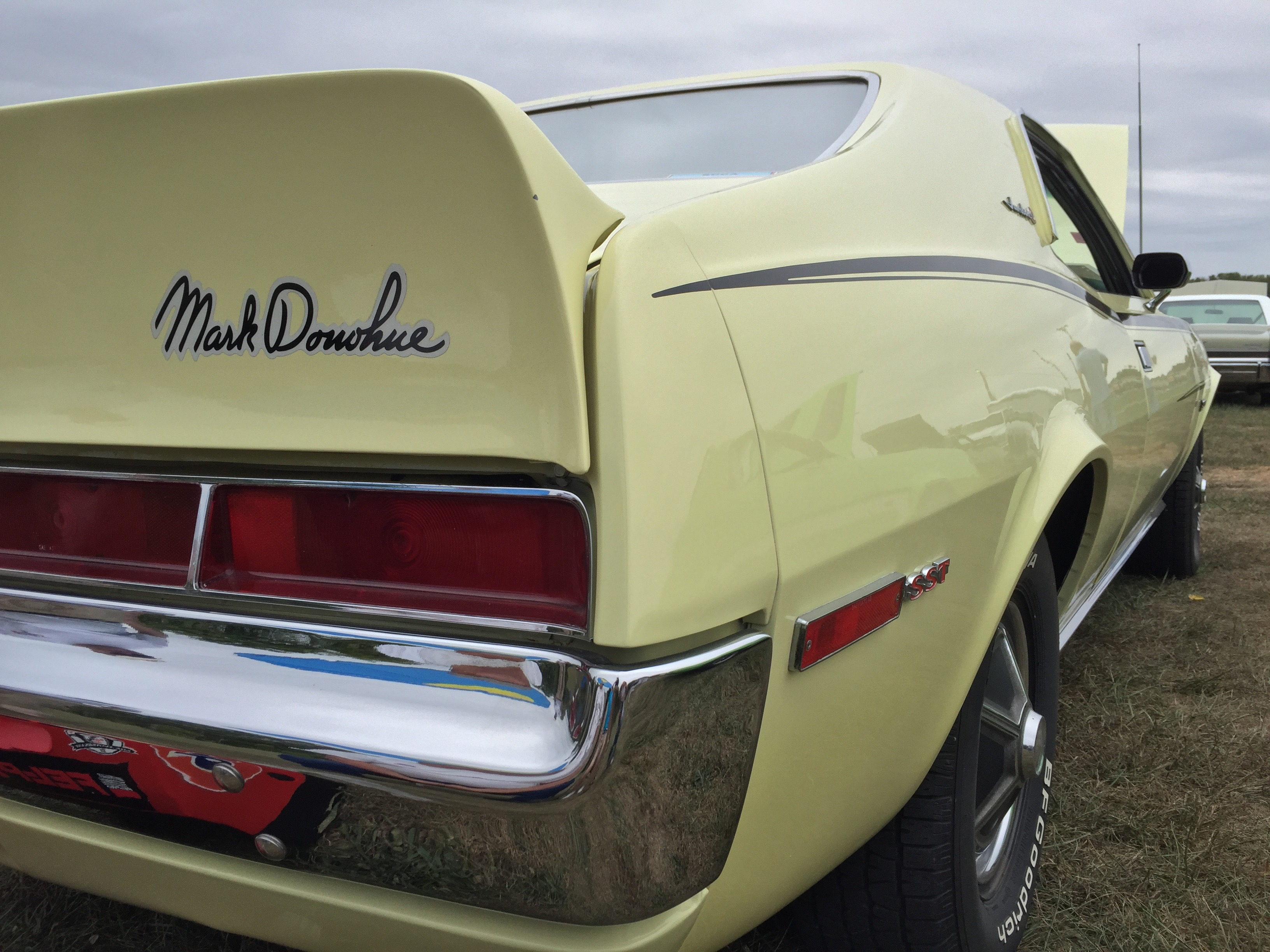
1970년 AMC 재블린의 "마크 도노휴" 덕테일 후방 스포일러

승용차에 사용되는 많은 스포일러의 목표는 항력을 줄이고 연료 효율을 높이는 것이다. 승용차차량은 전방 및 후방 스포일러를 장착할 수 있다. 범퍼 아래에 위치한 전방 스포일러는 주로 차량 아래의 공기를 감소시켜 항력 계수와 양력을 줄이는 데 사용된다.
스포츠카는 전방 및 후방 스포일러가 가장 흔하게 장착되는 차량이다. 비록 이 차량들이 일반적으로 고속 기동성을 돕기 위해 더 견고한 섀시와 더 단단한 서스펜션을 가지고 있지만, 스포일러는 여전히 도움이 될 수 있다. 이는 많은 차량이 지붕의 후방 가장자리부터 차량의 트렁크 또는 꼬리까지 상대적으로 가파른 하향 각도를 가지고 있어 공기 흐름 분리를 야기할 수 있기 때문이다. 공기 흐름이 난류가 되어 저압 영역을 생성하며, 이는 항력과 불안정성을 증가시킨다 (베르누이 효과 참조). 후방 스포일러를 추가하면 공기가 지붕에서 스포일러까지 더 길고 부드러운 기울기를 "볼" 수 있도록 하여 흐름 분리를 지연시키고, 스포일러 앞의 고압이 다운포스를 생성하여 차량의 양력을 줄이는 데 도움이 될 수 있다. 이는 특정 경우에 항력을 감소시키고 후방 양력 감소로 인해 일반적으로 고속 안정성을 증가시킬 수 있다.
경주와의 연관성 때문에 스포일러는 소비자들에게 종종 "스포티"하게 여겨진다. 1968년, 크레이그 브리드러브는 보네빌 소금 평원에서 161.7335 마일 매 시 (260.28 km/h)의 비행 마일 기록을 세웠는데, 이는 브리드러브의 독특한 지붕 장착 스포일러가 특징인 304 cu in (5.0 L) V8 AMC 재블린으로 달성한 것이었다. 아메리칸 모터스의 스타일리스트들은 나중에 후방 창문 위에 유선형의 유리섬유 에어포일을 만들었고, 이는 1969년 재블린의 공장 옵션이 되었다. 카 라이프(Car Life) 잡지의 테스트에 따르면 115 mph (185 km/h) 이하의 속도에서는 양력 감소에 아무런 개선이 없었다. 이 기능은 1970년에 마크 도노휴와 로저 펜스키가 디자인한 트렁크 리드 장착형 오버사이즈 덕테일 스포일러로 대체 및 공인되었다. 이 경주용으로 입증된 기능은 1971년부터 1974년까지 모든 AMC 재블린 AMX 모델에 표준 장비가 되었다.
그러나 "고급 모델에 장착되는 스포일러는 공기역학적으로 추가적인 이점을 거의 제공하지 않는다." 경쟁용 및 고급 스포츠카의 공장 장착 장치를 제외하고는 대다수의 디자인은 아무것도 하지 않으며, 일부 제조업체는 "스포일러는 외관용일 뿐"이라고 공개하기도 한다. 더욱이, "항력 감소를 달성하기 위해서는 차량 측면에도 주의를 기울여야 한다"며, 보트테일 디자인처럼 차량 후면의 단면적을 줄여 항적 내부의 부피를 줄이는 기술이 필요하다고 언급된다.

### 재료 종류

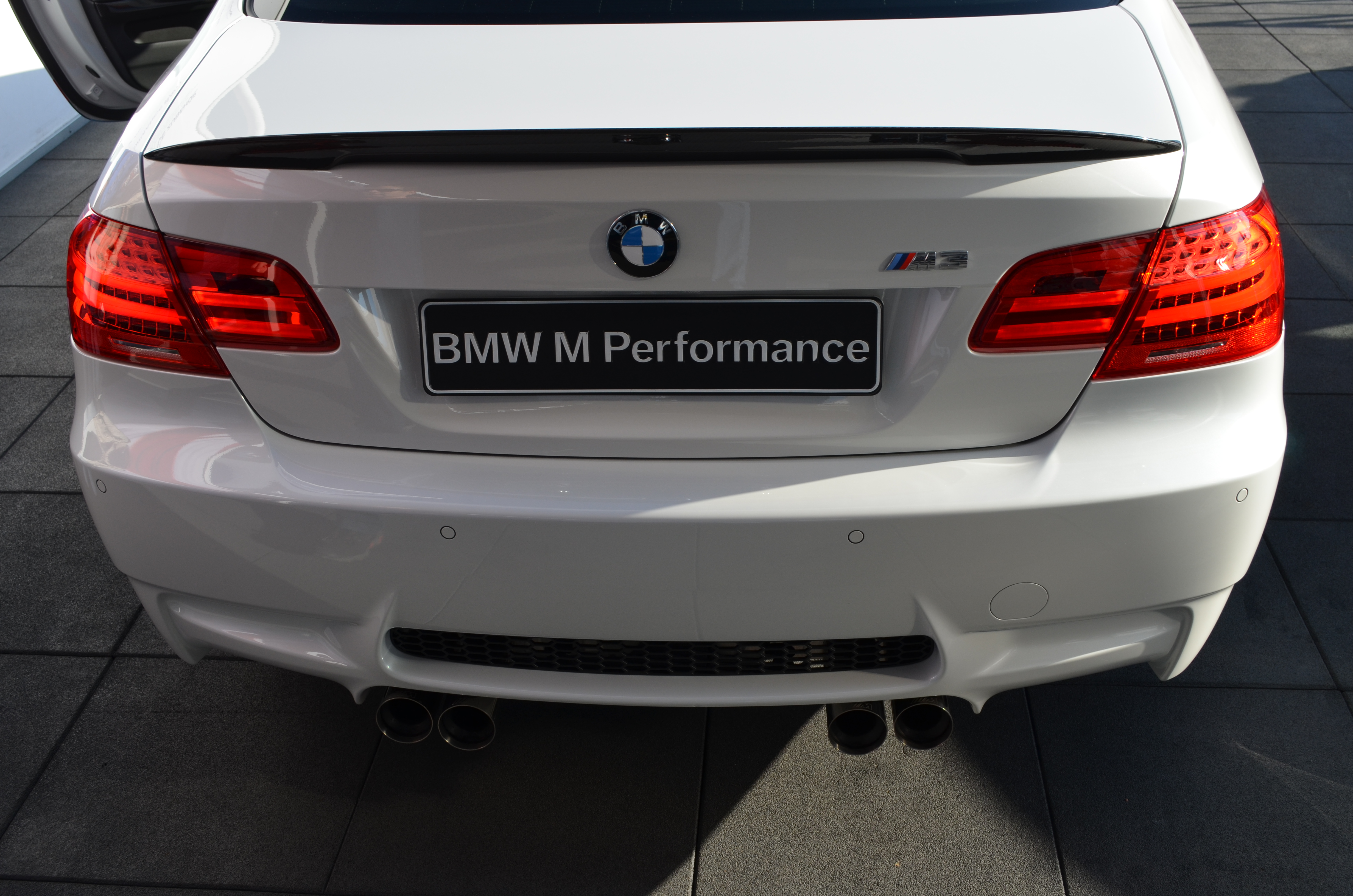
BMW E92 M3 쿠페의 후방 스포일러 (검은색)는 탄소섬유로 만들어졌다

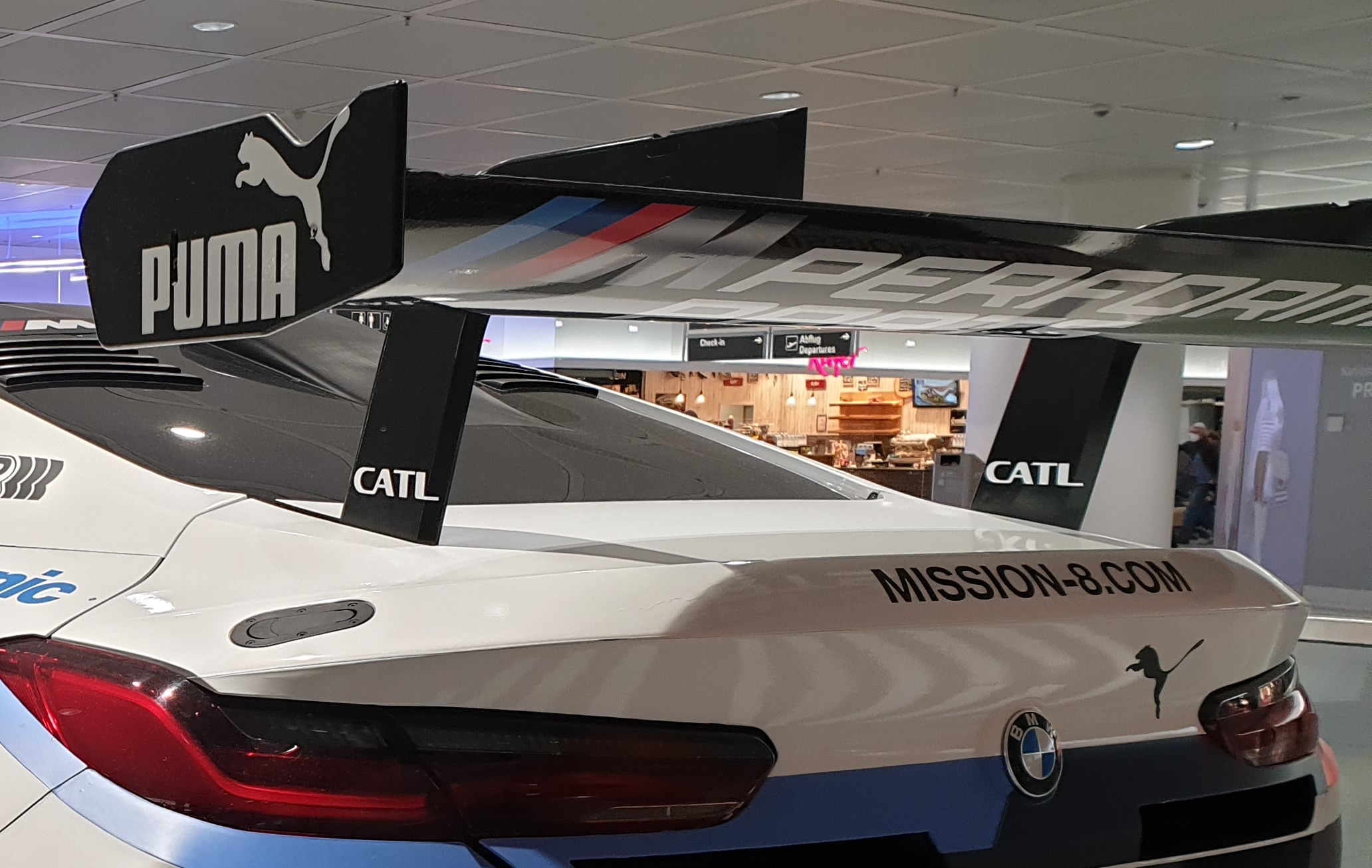
BMW M8 GTE 내구 레이스카의 후방 스포일러는 탄소섬유로 만들어졌다.

스포일러는 보통 가벼운 고분자 기반 재료로 만들어진다.
- ABS 플라스틱: 대부분의 원천 장비 제조업체는 다양한 첨가제, 일반적으로 과립형 충전제를 사용하여 ABS 플라스틱을 주조하여 스포일러를 생산하며, 이는 이 저렴한 재료에 강성을 부여한다. 플라스틱의 주요 단점은 부서지기 쉽다는 것인데, 이는 제품 수명과 함께 증가하며 휘발성 페놀의 증발로 인해 발생한다.
- 유리섬유: 재료 비용이 저렴하여 자동차 부품 생산에 사용된다. 유리섬유 스포일러는 유리섬유 천에 에폭시와 같은 열경화성 수지를 침투시킨 것으로 구성된다. 유리섬유는 충분히 내구성이 있고 가공하기 쉽지만, 노동력이 많이 들어 대규모 생산에는 수익성이 없게 되었다.
- 실리콘: 최근 일부 자동차 액세서리 제조업체는 실리콘 유기 폴리머를 사용하고 있다. 이 재료의 주요 장점은 뛰어난 가소성이다. 실리콘은 매우 높은 열 특성을 가지며 더 긴 제품 수명을 제공한다.
- 탄소섬유: 탄소섬유는 가볍고 내구성이 뛰어나며 비싸다. 많은 수작업이 필요하기 때문에 대규모 생산에서는 현재 자동차 부품에 탄소섬유를 널리 사용할 수 없다.

### 기타 일반적인 스포일러 종류
- 전방 스포일러: 전방 스포일러(에어 댐)는 전방 범퍼 아래에 위치하거나 통합되어 있다. 경주에서는 이 스포일러가 차량 앞의 공기와 관련된 핸들링의 동역학을 제어한다. 이는 차량 본체의 속도에 따른 항력 계수를 개선하거나 다운포스를 생성하기 위한 것이다. 승용차에서는 엔진룸으로 공기 흐름을 유도하여 냉각 목적으로 사용하는 데 중점이 있다.
- 픽업 트럭 베드 스포일러: 이 스포일러는 후방 근처의 트럭 베드 레일 상단에만 부착된다. 베드 커버와 함께 사용되는 이 스포일러는 테일게이트의 급경사로부터 공기 저항을 줄이는 것을 목표로 한다.
- 픽업 트럭 캐브 스포일러: 위와 동일하게 작동하지만, 트럭의 캐브에서 화물칸으로 떨어지는 부분에 초점을 맞춘다.

## 액티브 스포일러
액티브 스포일러는 차량이 운행되는 동안 제시된 조건에 따라 스포일링 효과, 강도 또는 기타 성능 속성을 변경하며 동적으로 조절된다. 스포츠카 및 기타 승용차에서 가장 흔하게 발견되며, 가장 일반적인 형태는 차량 후면에 부분적으로 또는 완전히 수납되어 숨겨져 있다가 부가티 베이론의 액티브 스포일러처럼 특정 속도를 초과할 때 위로 확장되는 후방 스포일러이다. 액티브 전방 스포일러도 특정 모델에 구현되어 있는데, 이 경우 전방 스포일러 또는 에어 댐이 고속에서 항력을 줄이기 위해 도로 쪽으로 더 멀리 확장된다. 대부분의 경우 스포일러 전개는 차량 속도, 운전자 설정 또는 기타 입력에 따라 온보드 컴퓨터 또는 기타 전자 장치에 의해 자동으로 제어되는 전기 모터로 이루어진다. 종종 운전자가 원할 경우 수동으로 스포일러를 전개할 수 있지만, 특정 속도 이상에서는 스포일러를 수납할 수 없을 수도 있는데, 이는 그렇게 할 경우 차량의 고속 핸들링 특성을 위험하게 저하시킬 수 있기 때문이다.
액티브 스포일러는 고정 스포일러에 비해 추가적인 이점을 제공할 수 있다. 미관상, 차량이 주차되어 있거나 저속으로 주행할 때(가장 흔하게 관찰될 때) 더 깔끔하거나 덜 번잡한 외관을 제공할 수 있다. 숨겨지는 스포일러는 극적으로 외관을 변경하지 않고도 고속 공기역학을 개선하려는 차량 디자이너들(예: 포르쉐 911 또는 아우디 TT)에게 매력적일 수 있다. 저속에서 스포일러를 숨기는 것은 공기역학을 개선할 수도 있다. 저속에서는 고정 스포일러가 항력을 증가시키고 그 위로 공기 흐름이 거의 없기 때문에 차량의 핸들링을 개선하는 데 거의 도움이 되지 않는다. 접이식 전방 스포일러는 고속에서 항력을 줄이면서도 차량이 연석이나 기타 도로의 불완전한 부분에 긁히는 것을 줄일 수 있다.
샤파랄 2J에서와 같이 동력 팬은 스포일러와 동등한 역할을 하며 다운포스를 증가시켜 차량의 접지력과 핸들링을 향상시킨다 (지면 효과 참조). 차량의 공기역학을 변경하기 위한 팬 사용에 대한 연구는 계속되고 있다.

## 기타 차량

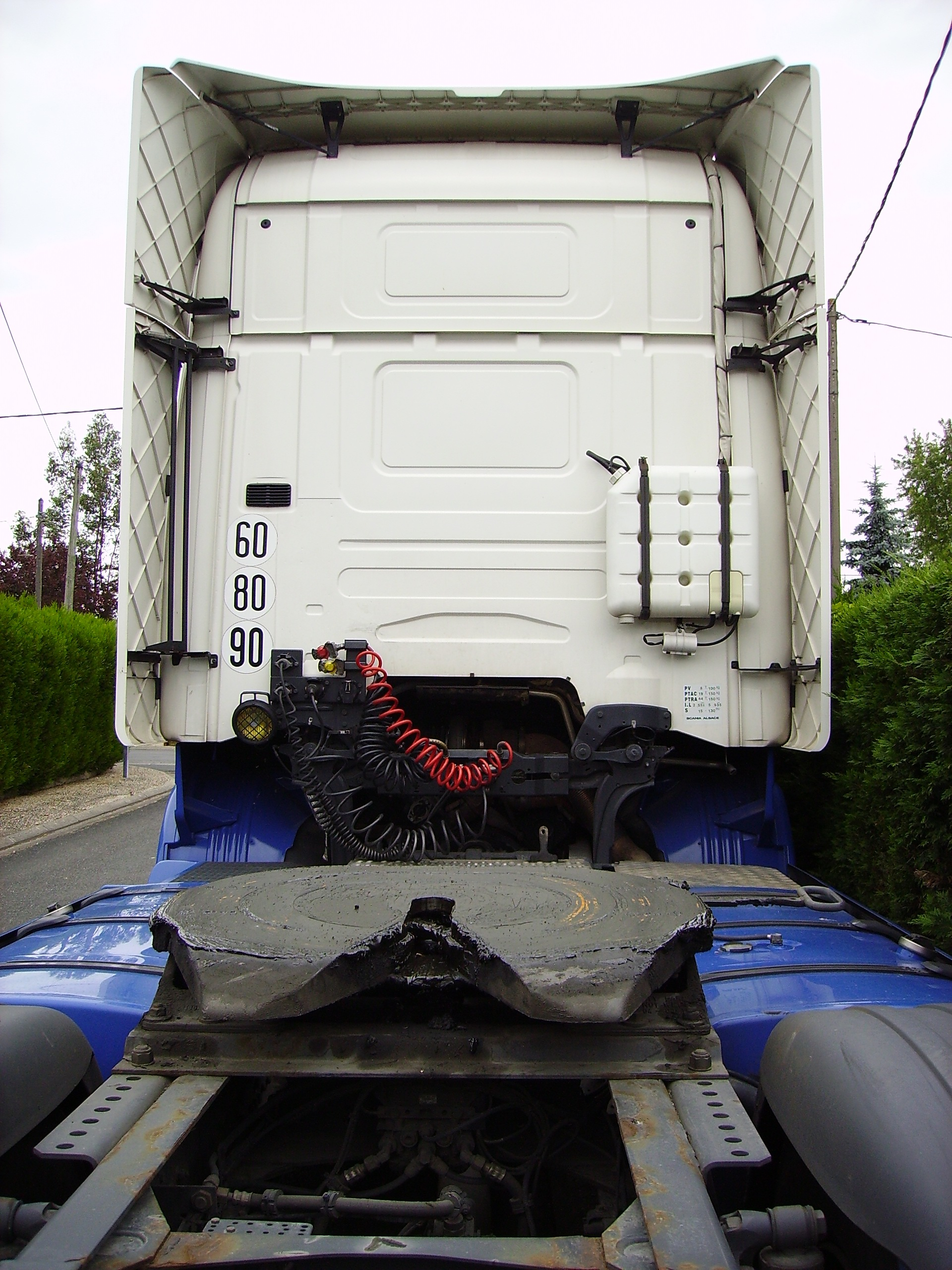
스코네 세미 트레일러 트럭 후면. 캐브 상단 및 측면에 부착된 스포일러가 보인다.

장거리 운송 트럭과 같은 대형 트럭도 캐브 위쪽과 옆쪽에 스포일러를 장착하여 견인하는 트레일러(캐브보다 높을 수 있으며 이 스포일러를 사용하지 않으면 차량의 공기역학이 크게 감소될 수 있음)로 인한 공기 저항으로 인한 항력을 줄일 수 있다. 트레일러에도 후방 차축 바퀴에서 지나가는 공기를 빗겨내기 위해 바깥쪽으로 기울어진 하단 스포일러를 장착할 수 있다.
열차는 항력을 유발하기 위해 스포일러(예: 에어 브레이크)를 사용할 수 있다. 프로토타입 일본 고속열차인 파스텍 360은 400 km/h (250 mph)의 속도에 도달하도록 설계되었다. 이 열차의 노즈는 터널 통과와 관련된 바람 효과를 방해하도록 특별히 설계되었으며, 비상 시 항력을 증가시켜 열차의 속도를 늦추는 '귀'를 펼칠 수 있다.
일부 현대 경주용 자동차는 루프 플랩이라고 불리는 수동 상황 스포일러를 사용한다. 자동차의 차체는 전방으로 주행할 때 다운포스를 생성하도록 설계되었다. 이러한 루프 플랩은 차량의 차체가 역방향으로 회전하여 주행할 때, 즉 차체가 대신 양력을 생성하는 조건에서 전개된다. 루프 플랩은 지붕의 포켓에 움푹 들어가 있기 때문에 전개된다. 이 포켓 위의 저압은 플랩이 전개되도록 하고, 자동차가 생성하는 양력의 일부를 상쇄하여 지면과의 접촉이 끊어지는 것에 더 잘 저항하도록 한다. 이 장치는 러스티 월리스의 탈라데가에서의 충돌 사고 이후 1994년 NASCAR에 도입되었다.

## 고래 꼬리

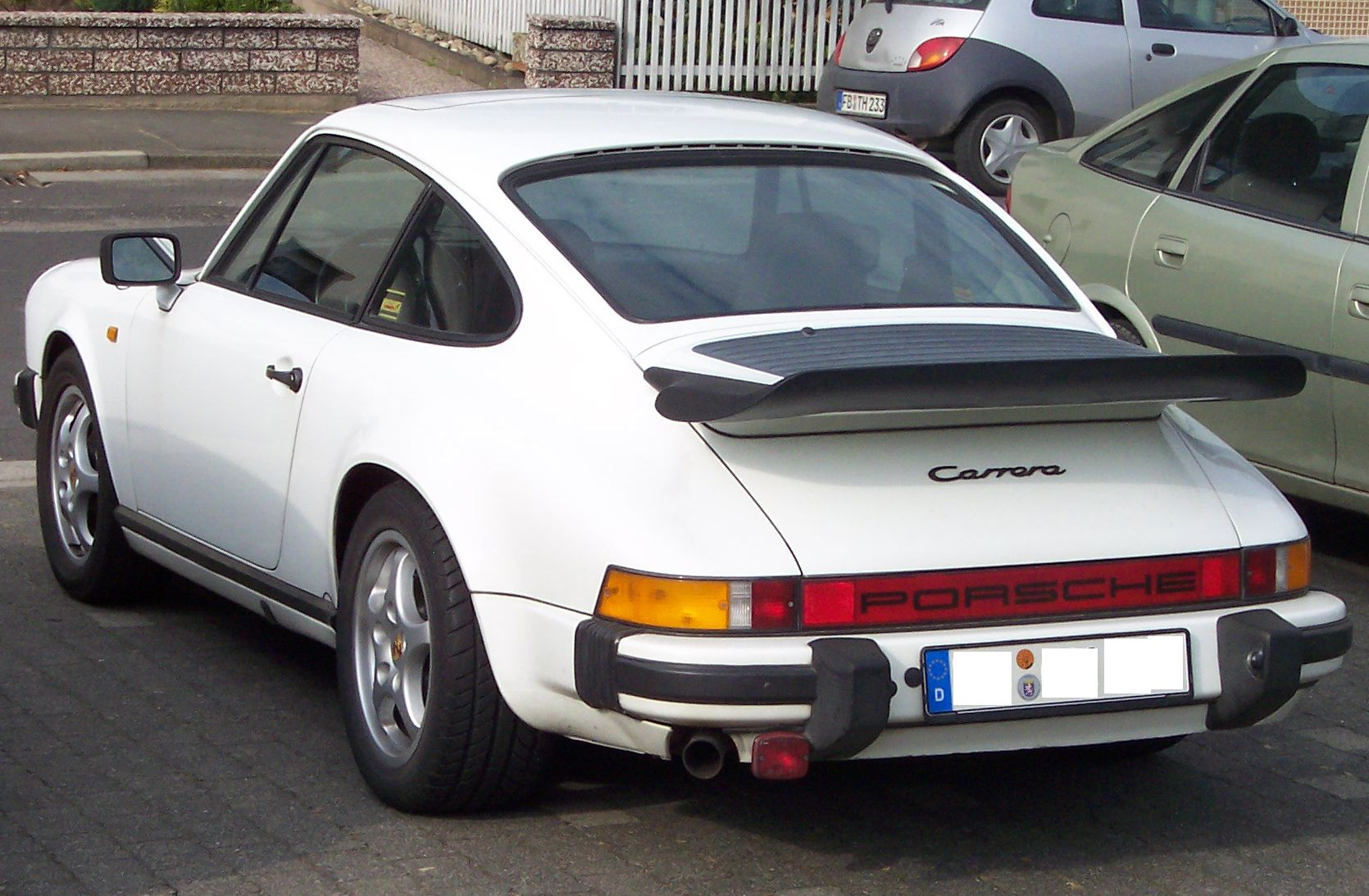
1975년 3.0리터 포르쉐 911 터보에 도입된 오리지널 고래 꼬리

1974년 8월 포르쉐 911 터보가 크고 넓적한 후방 스포일러와 함께 데뷔했을 때, 그들은 즉시 고래 꼬리라고 불렸다. 후방 양력을 줄여 고속에서 차량이 과조향하는 것을 방지하도록 설계된 고래 꼬리 스포일러의 고무 가장자리는 "보행자에게 친숙하다"고 생각되었다. 고래 꼬리가 달린 터보는 잘 알려지게 되었다. 1978년부터 후방 스포일러는 재설계되어 옆면이 솟아올라 '찻잔'이라고 불렸다.
포르쉐 911의 고래 꼬리는 전면 패널에 부착된 턱 스포일러와 함께 사용되었는데, 일부 출처에 따르면 이는 공기역학적 안정성을 향상시키지 못했다.
이는 익형과 같은 최신 기술, 예를 들어 "테일게이트 창문 아래쪽을 가로지르는 후방 윙" 또는 "약 50 mph (80 km/h)에서 전개되는 전자 제어 윙"보다는 다운포스를 증가시키는 데 덜 효과적이다.

### 역사

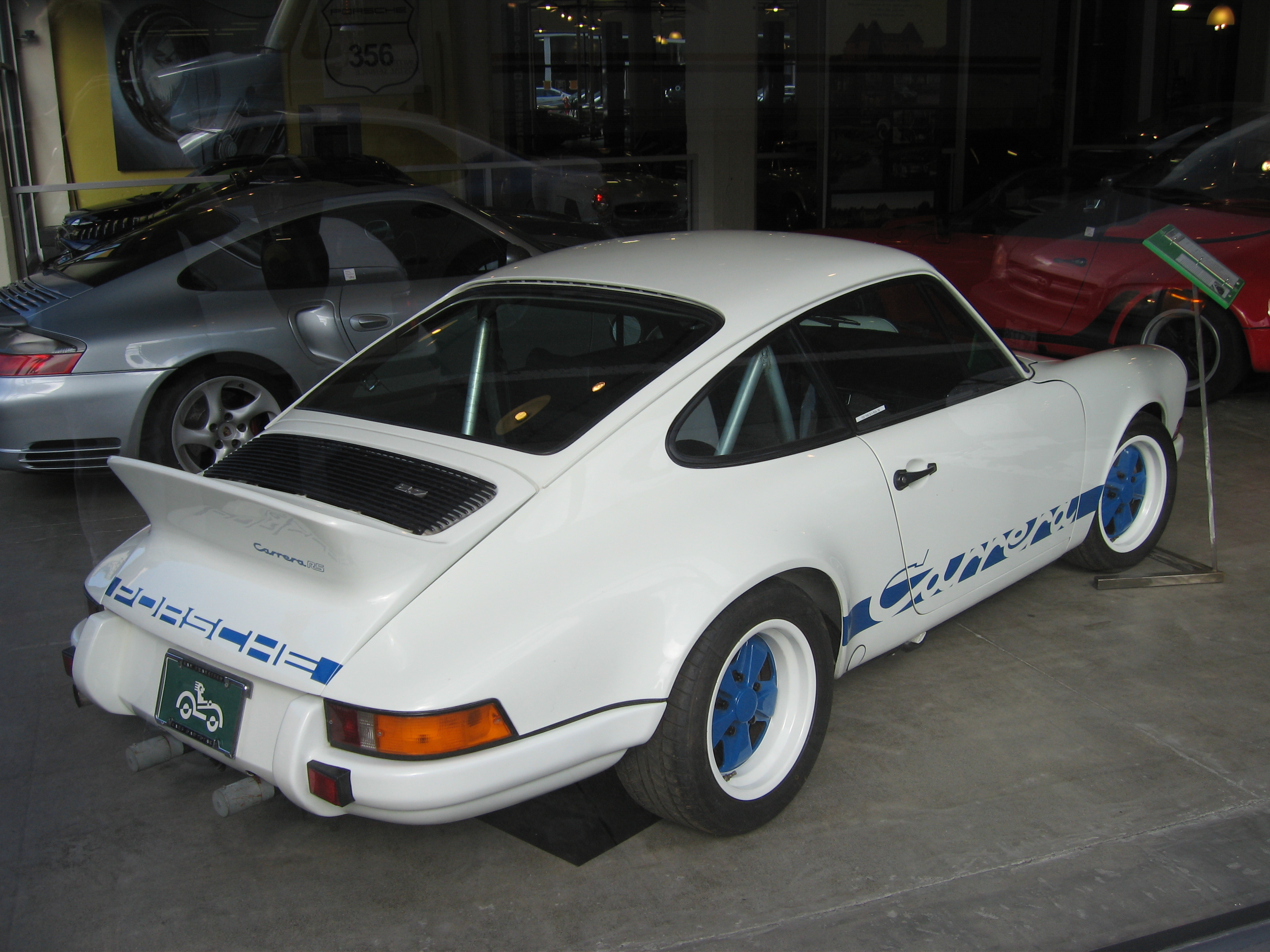
1973년 포르쉐 911 카레라 RS의 덕 테일

고래 꼬리는 1973년 "덕 테일" 또는 독일어로 뷔르첼(Bürzel), 더 작고 덜 넓적한 후방 스포일러가 911 카레라 RS(독일어로 Rennsport 또는 레이스 스포츠를 의미)에 장착되었으며, 독일 외에서는 옵션이었다. 고래 꼬리는 원래 1973년 포르쉐 930 및 포르쉐 935 경주용 자동차를 위해 설계되었으며, 1974년 터보에 도입되었고, 1975년부터는 터보가 아닌 카레라에도 옵션으로 제공되었다. 두 가지 유형의 스포일러는 포르쉐 AG의 기술 이사로 에른스트 푸어만(Ernst Fuhrmann)이 재직하는 동안 설계되었다. 1976년에는 더 효과적인 스포일러를 상쇄하기 위해 고무로 된 전방 턱 스포일러도 도입되었다. 1978년까지 포르쉐는 후방 스포일러에 대한 또 다른 디자인인 "티 트레이"를 도입했는데, 이는 인터쿨러를 수용하는 더 각진 형태의 인클로저였으며, 911SC에도 옵션으로 제공되었다.

### 다른 차량
포르쉐 911의 고래 꼬리 자동차 스포일러는 패션 트렌드가 되었고, 이 용어는 포드 시에라 RS, 쉐보레 카마로, 및 사브 900을 포함한 여러 자동차의 대형 후방 스포일러를 지칭하는 데 사용되었다. 고래 꼬리 스포일러는 또한 삼륜차, 트럭, 보트, 및 기타 차량의 후방에도 나타난다.

## 갤러리

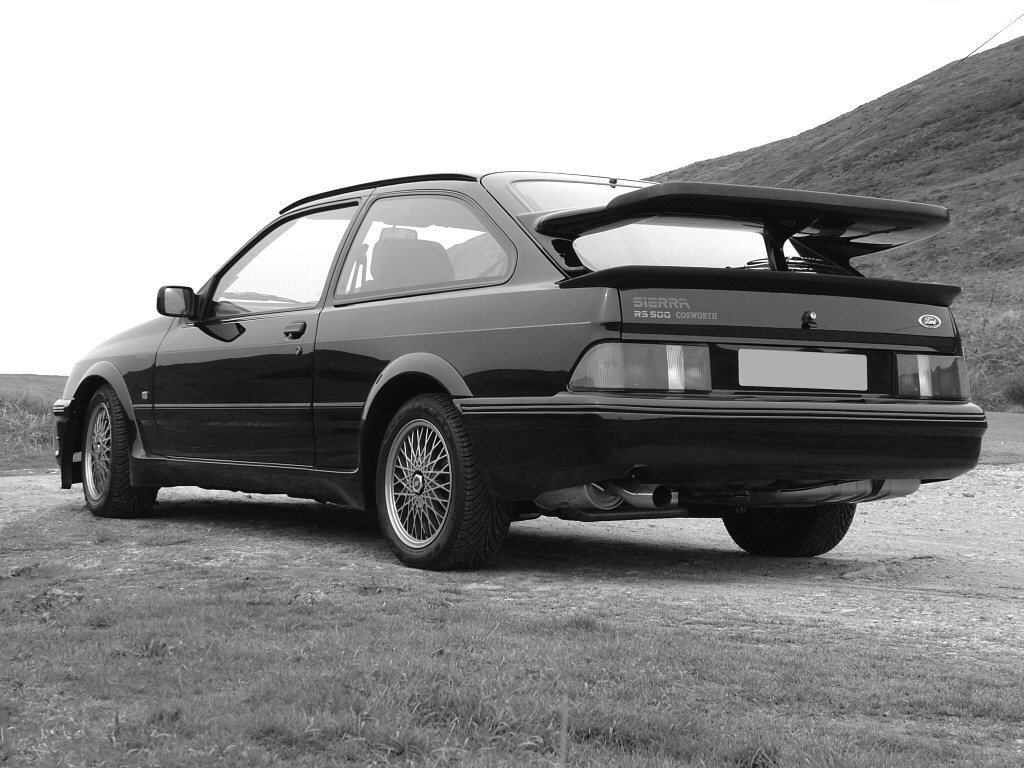
포드 시에라 RS 코스워스 공장 장착 후방 스포일러
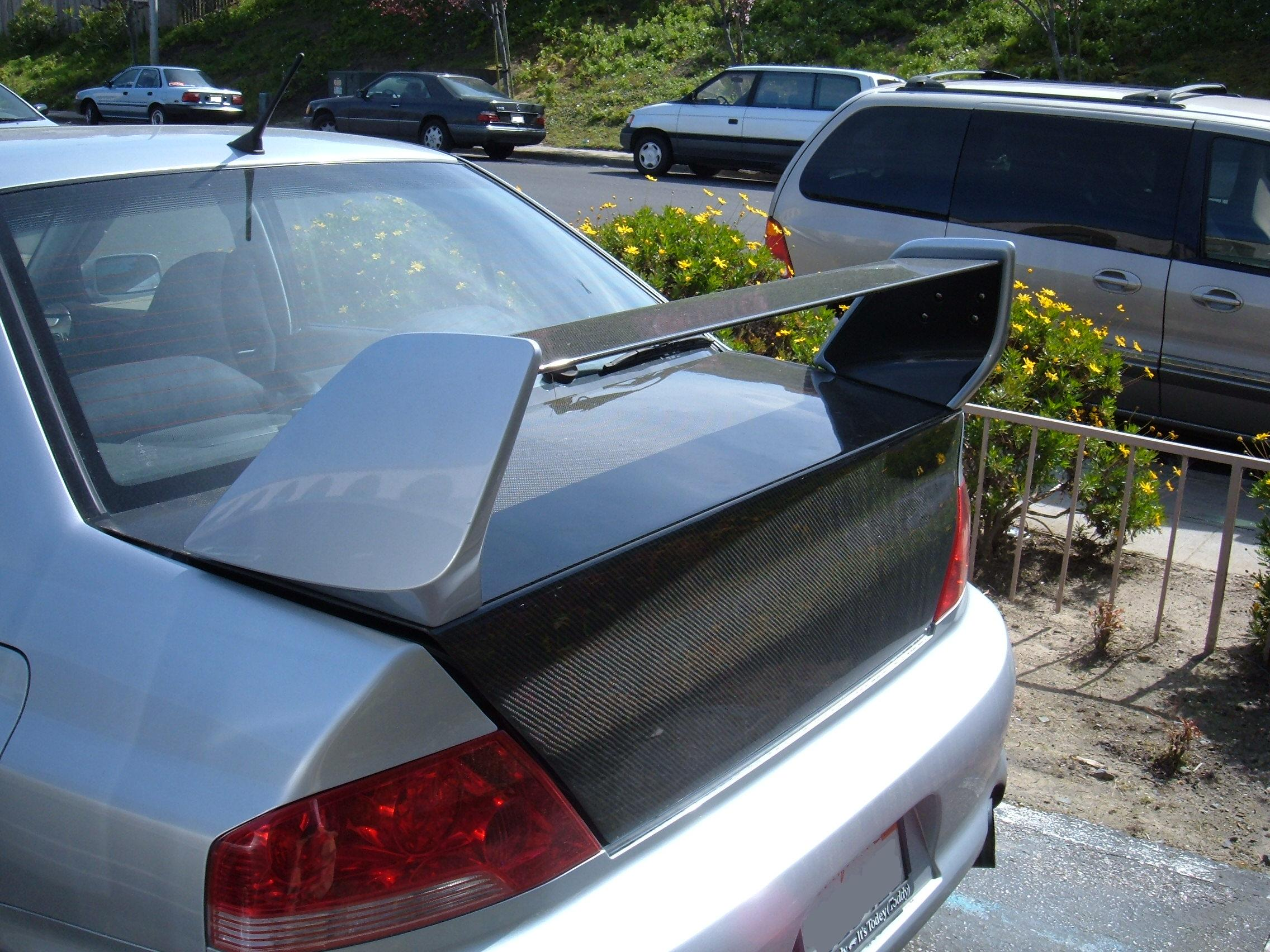
미쓰비시 랜서 에볼루션 스포일러
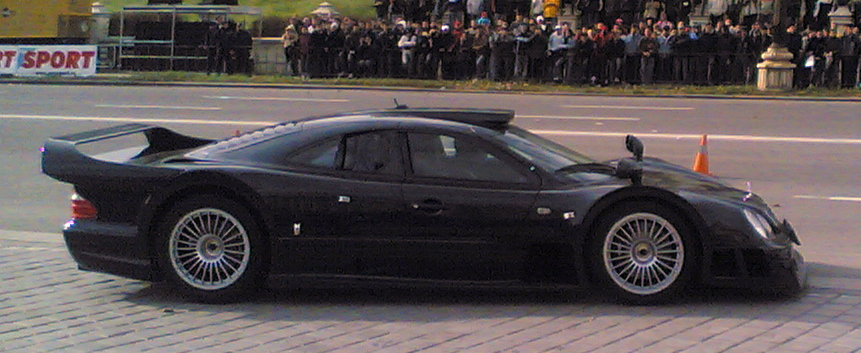
메르세데스 벤츠 CLK GTR
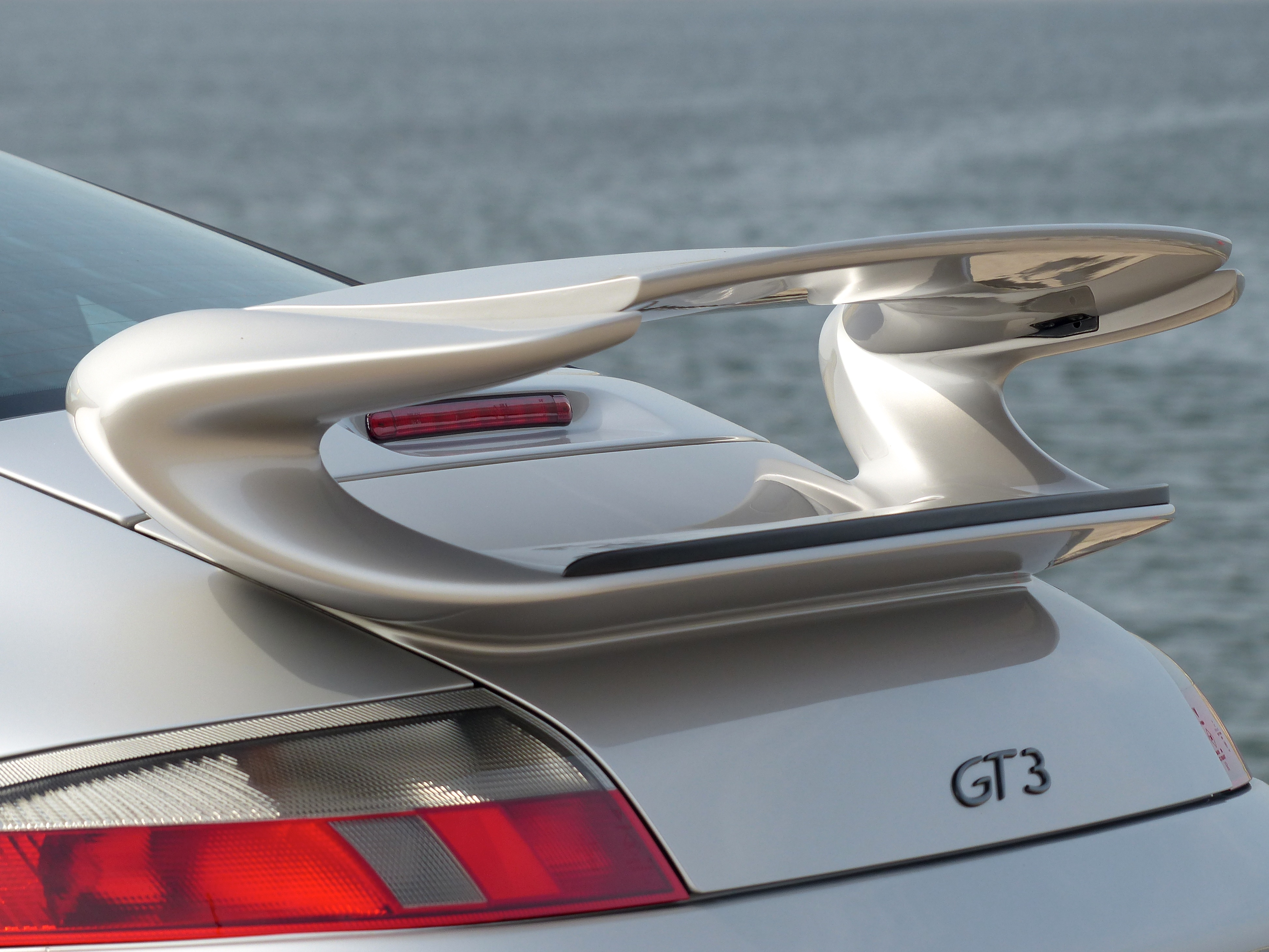
포르쉐 996 GT3
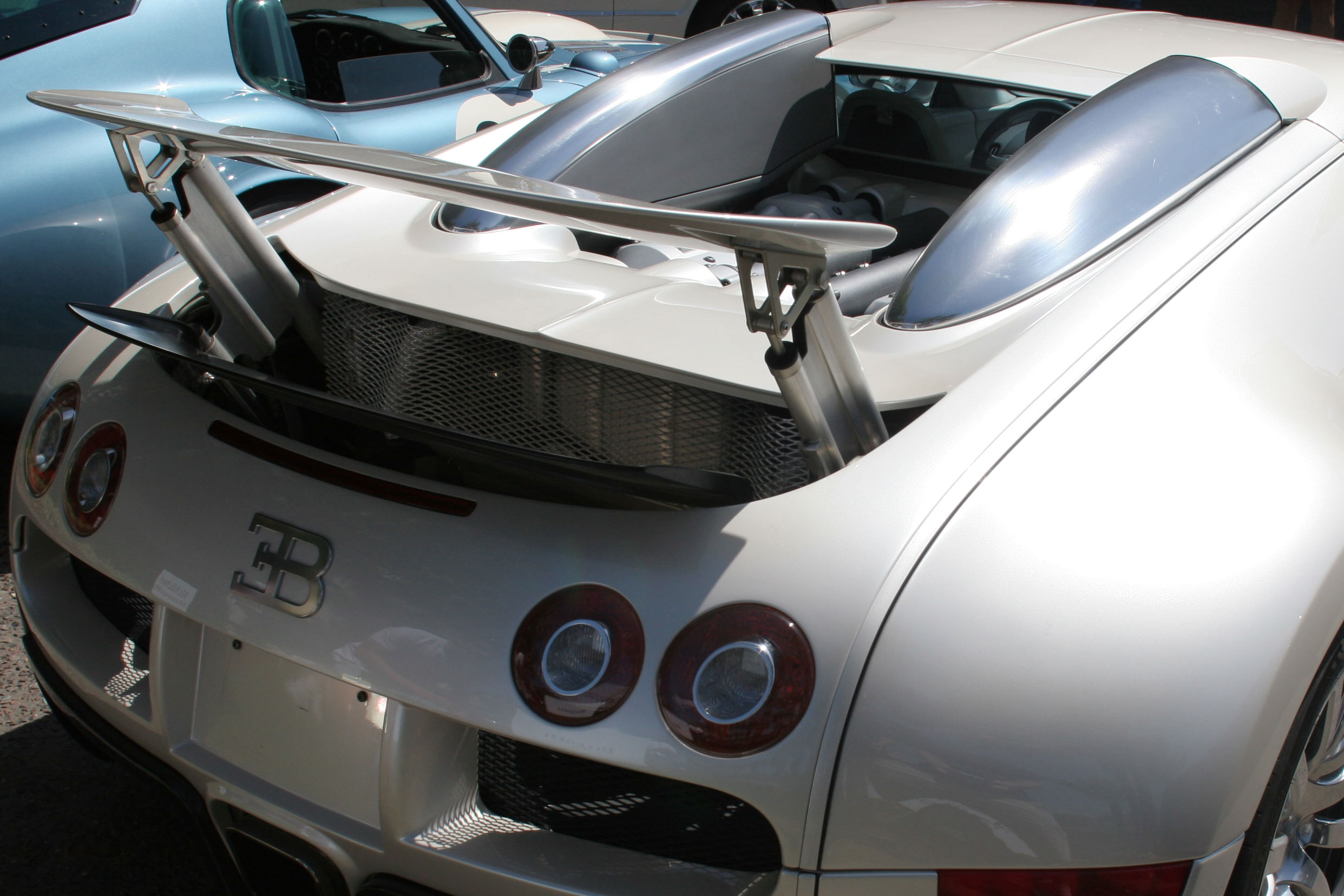
부가티 베이론의 접이식 스포일러
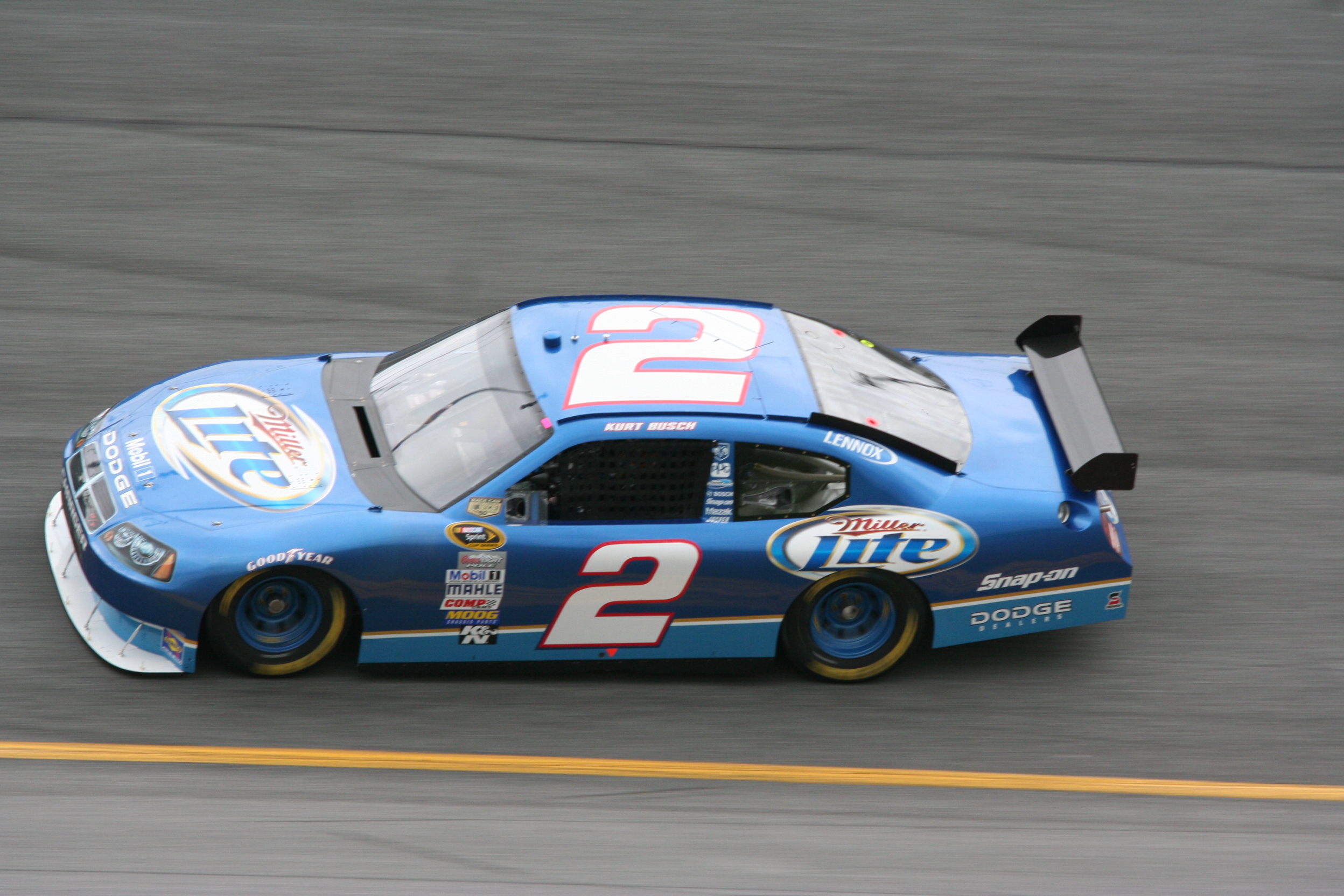
NASCAR 닷지 차저

## 같이 보기
- 익형
- 자동차 테일핀
- 디퓨저
- 거니 플랩
- 자동차 부품 목록